# Mồ chôn đế quốc

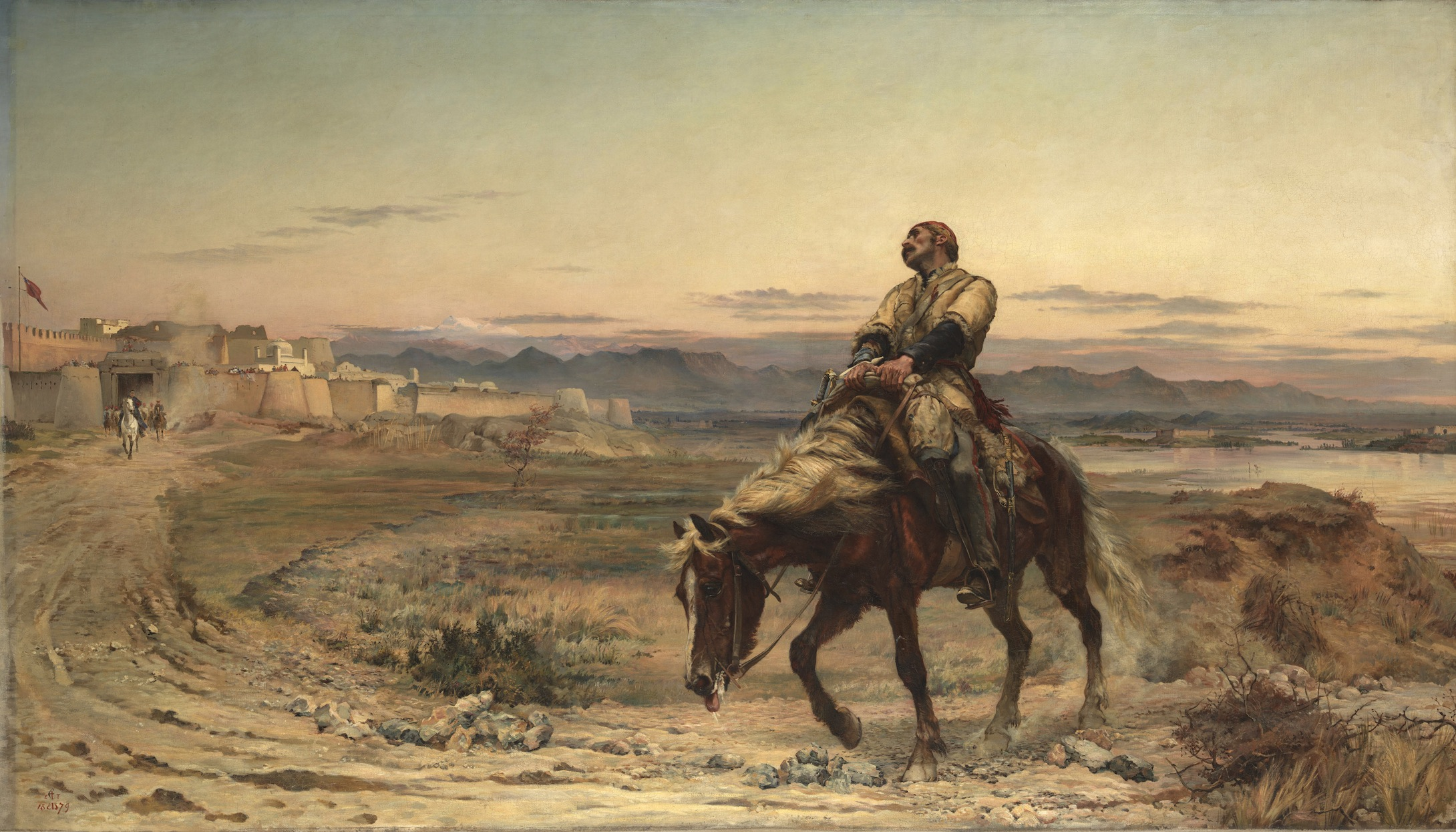
Tàn dư của một đội quân, mô tả cuộc rút lui của người Anh khỏi Kabul, trình bày hình ảnh thường liên quan đến biệt danh này.

Mồ chôn đế quốc là biệt danh thường gắn liền với Afghanistan. Nó bắt nguồn từ vô số ví dụ lịch sử về các cường quốc nước ngoài như Đế quốc Ba Tư, Đế quốc Macedonia, Đế quốc Mông Cổ, Đế quốc Timurid, Đế quốc Mughal, Đế quốc Anh, Liên Xô và Hoa Kỳ không thể đạt được chiến thắng quân sự ở Afghanistan. Hơn nữa, tất cả quân đội nước ngoài từng xâm chiếm Afghanistan đã tiến hành rút quân hoàn toàn vào cuối cuộc xung đột. Ngoài ra, thuật ngữ này còn được áp dụng cho vùng Lưỡng Hà. Ở những nơi khác, một cụm từ rất giống, "mồ chôn của các quốc gia và đế chế," từng được sử dụng theo nghĩa bóng nhằm mô tả Sách Isaiah trong Cựu Ước. Không rõ ai là người đặt ra cụm từ này và tính chính xác lịch sử của nó vẫn còn gây tranh cãi trong giới nghiên cứu.

## Bối cảnh
Trong lịch sử Afghanistan, một số cường quốc đã cố gắng xâm chiếm Afghanistan mà không duy trì nổi ách thống trị lâu dài và ổn định. Các ví dụ hiện đại bao gồm Đế quốc Anh trong Chiến tranh Afghanistan-Anh thứ nhất, thứ hai và thứ ba (1839–1842, 1878–1880, 1919); Liên Xô trong Chiến tranh Liên Xô–Afghanistan (1979–1989); và Hoa Kỳ trong Chiến tranh Afghanistan (2001–2021). Một số người đã gán các đế chế cổ đại và trung cổ cho câu chuyện này, bao gồm người Ba Tư, người Hy Lạp, người Ả Rập, người Thổ và người Mông Cổ. Khó khăn trong việc xâm lược Afghanistan là do sự phổ biến của các qalat giống như pháo đài, sa mạc, địa hình đồi núi của Afghanistan, mùa đông khắc nghiệt và lòng trung thành lâu dài của các bộ tộc, nhiều đế chế chiến đấu lẫn nhau trong khi cố gắng chinh phục Afghanistan, và hỗ trợ các quốc gia láng giềng bên ngoài chẳng hạn như Pakistan là nơi mà những kẻ xâm lược nước ngoài không thể hoặc không được phép xâm nhập vào nước này hòng phá hủy các khu ẩn náu của kẻ thù.

## Sử dụng
Nhà nhân chủng học Thomas Barfield đã lưu ý rằng câu chuyện kể về Afghanistan như một quốc gia bất khả chiến bại được chính Afghanistan sử dụng để ngăn chặn những kẻ xâm lược. Tháng 10 năm 2001, trong cuộc chiến Afghanistan, người sáng lập và nhà lãnh đạo Taliban là Mohammed Omar Mujahid đã đe dọa nước Mỹ sẽ chịu chung số phận với Đế quốc Anh và Liên Xô. Tổng thống Mỹ Joe Biden đã đề cập đến sự say mê trong lúc ông đưa ra tuyên bố công khai sau khi Kabul thất thủ năm 2021 như một bằng chứng cho thấy không có cam kết nào nữa về sự hiện diện của quân đội Mỹ sẽ củng cố Cộng hòa Hồi giáo Afghanistan chống lại Taliban.

## Chỉ trích
Phóng viên nước ngoài của tờ The New York Times là Rod Nordland đã cho rằng "trên thực tế, không có đế chế vĩ đại nào bị diệt vong chỉ vì Afghanistan." Patrick Porter, giảng viên của Trường Chỉ huy và Tham mưu Liên quân, gọi sự quy kết này là "một phép ngoại suy sai lầm từ một điều gì đó đúng - rằng có khó khăn về mặt chiến thuật và chiến lược."
Đế quốc Anh không bị hủy diệt sau Chiến tranh Anh–Afghanistan lần thứ ba, và sự sụp đổ của Đế quốc Anh thường được cho là do Thế chiến thứ hai. Trong khi Chiến tranh Liên Xô–Afghanistan là nhân tố chính dẫn đến sự tan rã của Liên Xô thì phe đối lập ở Afghanistan chỉ có thể thực hiện được nhờ viện trợ nước ngoài, chủ yếu là từ Hoa Kỳ. Hơn nữa, có lý do để tin rằng Liên Xô sẽ sụp đổ bất kể chiến dịch như thế nào. Tuy vậy, câu chuyện này cho phép lập luận từ loại suy và luận điểm "lịch sử tự lặp lại" được các tác giả và chuyên gia chính trị chấp nhận.